# Discurso do Estado da União de 2022
O Discurso do Estado da União de 2022 foi proferido pelo 46.º presidente dos Estados Unidos, Joe Biden, em 1º de março de 2022, às 21 horas (EST), na casa da Câmara dos Representantes dos Estados Unidos para o 117º Congresso dos Estados Unidos. Foi o primeiro Discurso sobre o Estado da União de Biden, e seu segundo discurso em uma sessão conjunta do Congresso dos Estados Unidos. Presidindo esta sessão conjunta estava a presidente da Câmara, Nancy Pelosi, acompanhada por Kamala Harris, a vice-presidente, na sua qualidade de presidente do Senado. Também marcou a primeira vez na história americana que duas mulheres, Harris e Pelosi, sentaram-se atrás do Presidente dos Estados Unidos durante o discurso do Estado da União.
O discurso foi caracterizado pela invasão da Ucrânia pela Rússia em 2022, iniciada seis dias antes, bem como pela divulgação de Biden das principais conquistas políticas e metas em torno da pandemia de COVID-19, economia e questões sociais.

## Convidados especiais
- Oksana Markarova, Embaixadora da Ucrânia nos Estados Unidos
- Joseph Burgess, Instrutor de Organização de Novos Funcionários, United Steelworkers Local 1557
- Joshua Davis, 7ª série, Swift Creek Middle School, defensor das pessoas com diabetes
- Refynd Duro, Enfermeira da Unidade de Cuidados Intensivos, The Ohio State Wexner Medical Center
- Patrick Gelsinger, diretor executivo da Intel
- Frances Haugen, ex-gerente de produto líder em desinformação cívica do Facebook
- Melissa Isaac, Gizhwaasod ("Protetor do Jovem") na Iniciativa de Educação Indígena do Departamento de Educação de Michigan e fundadora do Projeto AWARE da Saginaw Chippewa Indian Tribe (SCIT)
- Danielle Robinson, cônjuge sobrevivente do sargento de primeira classe Heath Robinson
- Kezia Rodriguez, aluna-pai no Bergen Community College[6]